# Muzeum Czartoryskich w Puławach
Muzeum Czartoryskich w Puławach – muzeum w Puławach z siedzibą w Pałacu Czartoryskich w Puławach. 

## Historia
Muzeum powstało w 2009 roku. W 2015 roku jego ekspozycja została poszerzona o eksponaty, przekazane przez Fundację Książąt Czartoryskich. W ramach muzealnej ekspozycji prezentowane są losy oraz działalność członków rodziny Czartoryskich w XVIII i XIX wieku. Zgromadzone eksponaty związane z Adamem Kazimierzem Czartoryskim, jego żoną Izabelą z Flemingów Czartoryską, ich dziećmi: Teresą, Marią, Adamem Jerzym, Konstantym oraz Zofią Zamoyską, a także wnukami: Władysławem Czartoryskim i Izabellą Działyńską. Część prezentowanych na wystawie zbiorów znajdowało się wcześniej w Świątyni Sybilli oraz Domu Gotyckim.
Placówka do początku 2017 r. była oddziałem Muzeum Nadwiślańskiego w Kazimierzu Dolnym, a jej siedzibą są sale puławskiego Pałacu Czartoryskich: Tradycji, Kamienna, Gotycka i Rycerska oraz wnętrza klatki schodowej. Na początku 2017 r. muzeum zostało wyłączone z Muzeum Nadwiślańskiego i przejęte przez miasto Puławy.
Od 2017 dyrektorem Muzeum jest Honorata Mielniczenko.

## Galeria

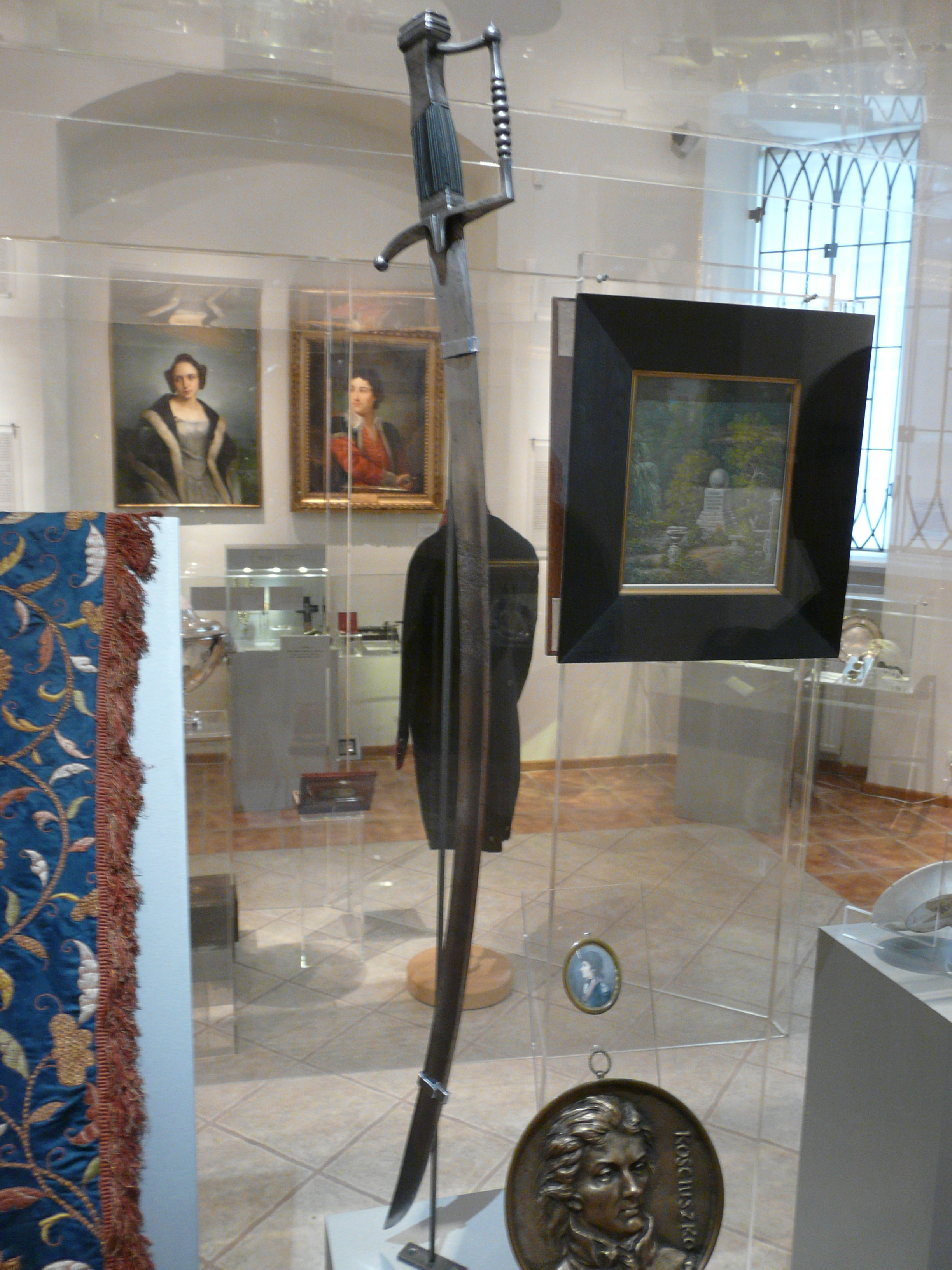
Fragmenty muzealnej kolekcji
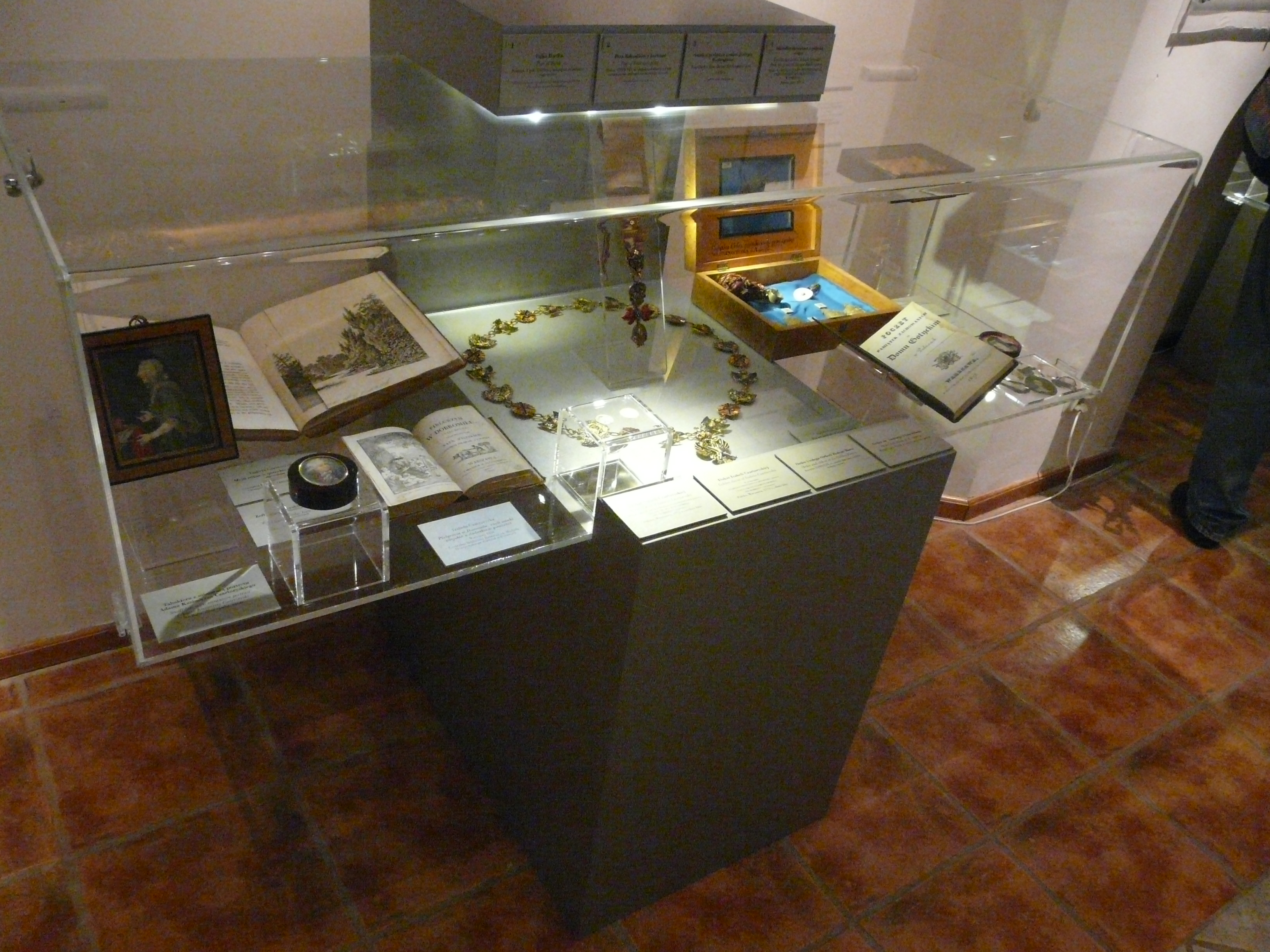
Fragmenty muzealnej kolekcji
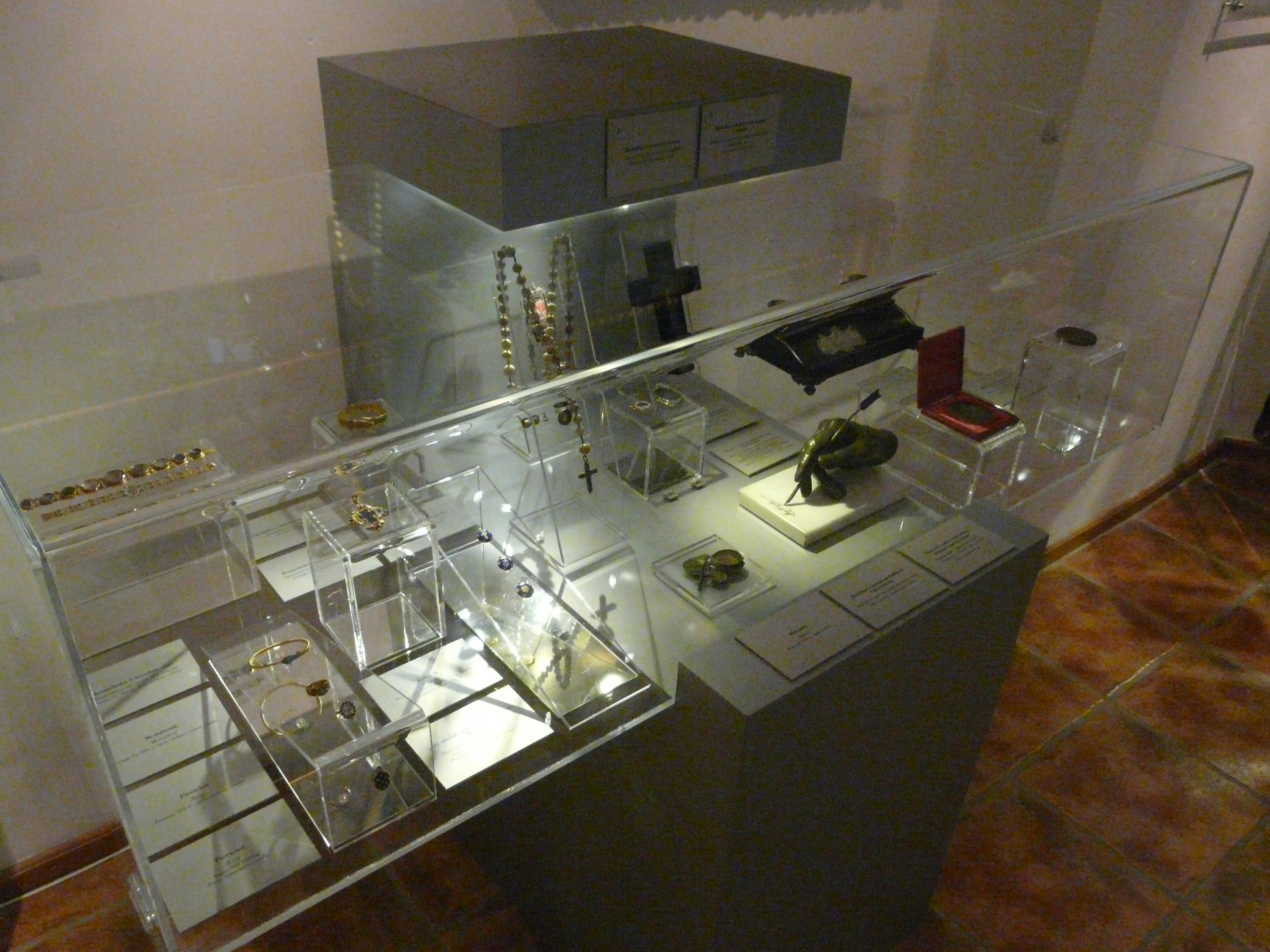
Fragmenty muzealnej kolekcji
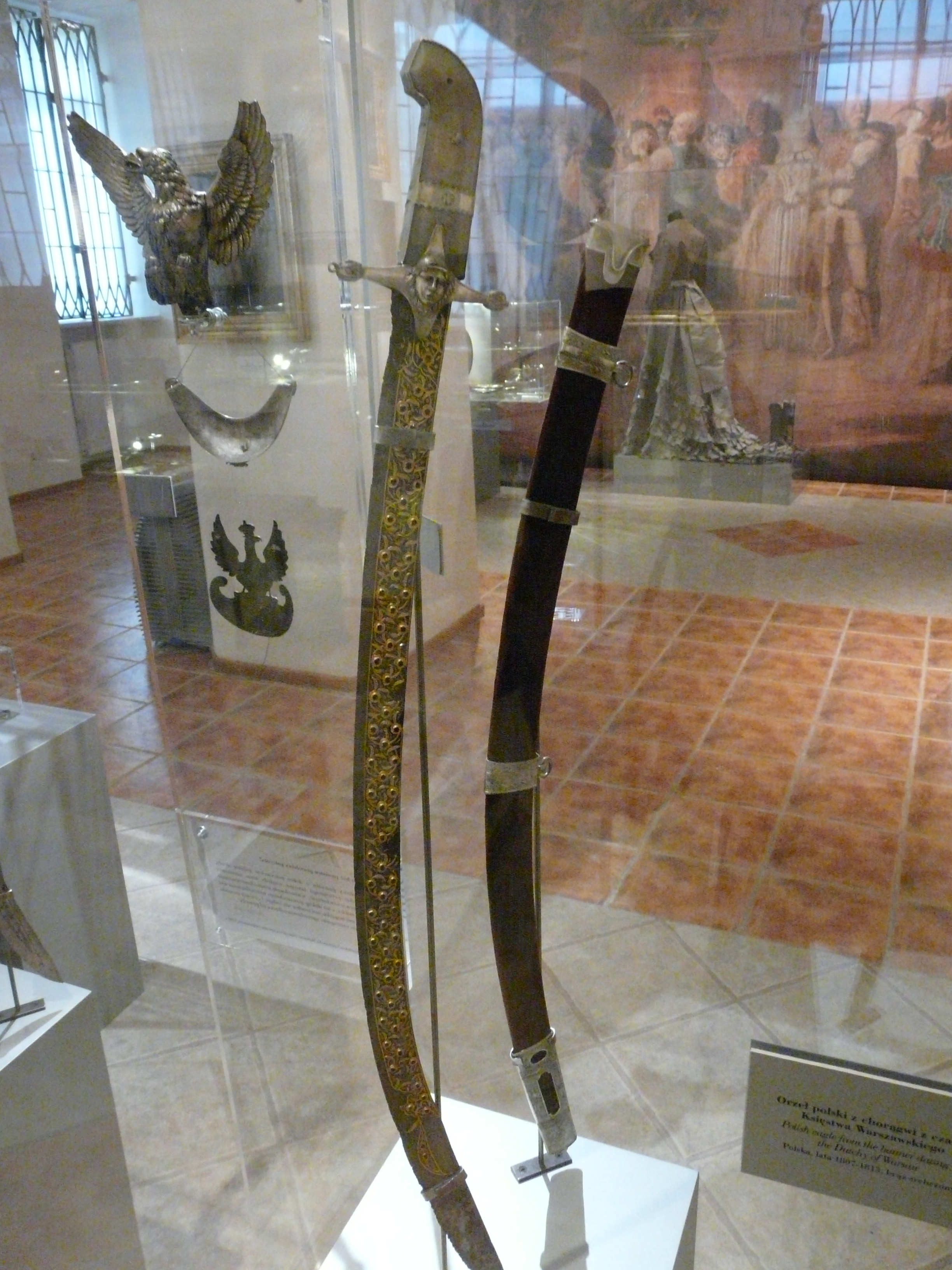
Fragmenty muzealnej kolekcji
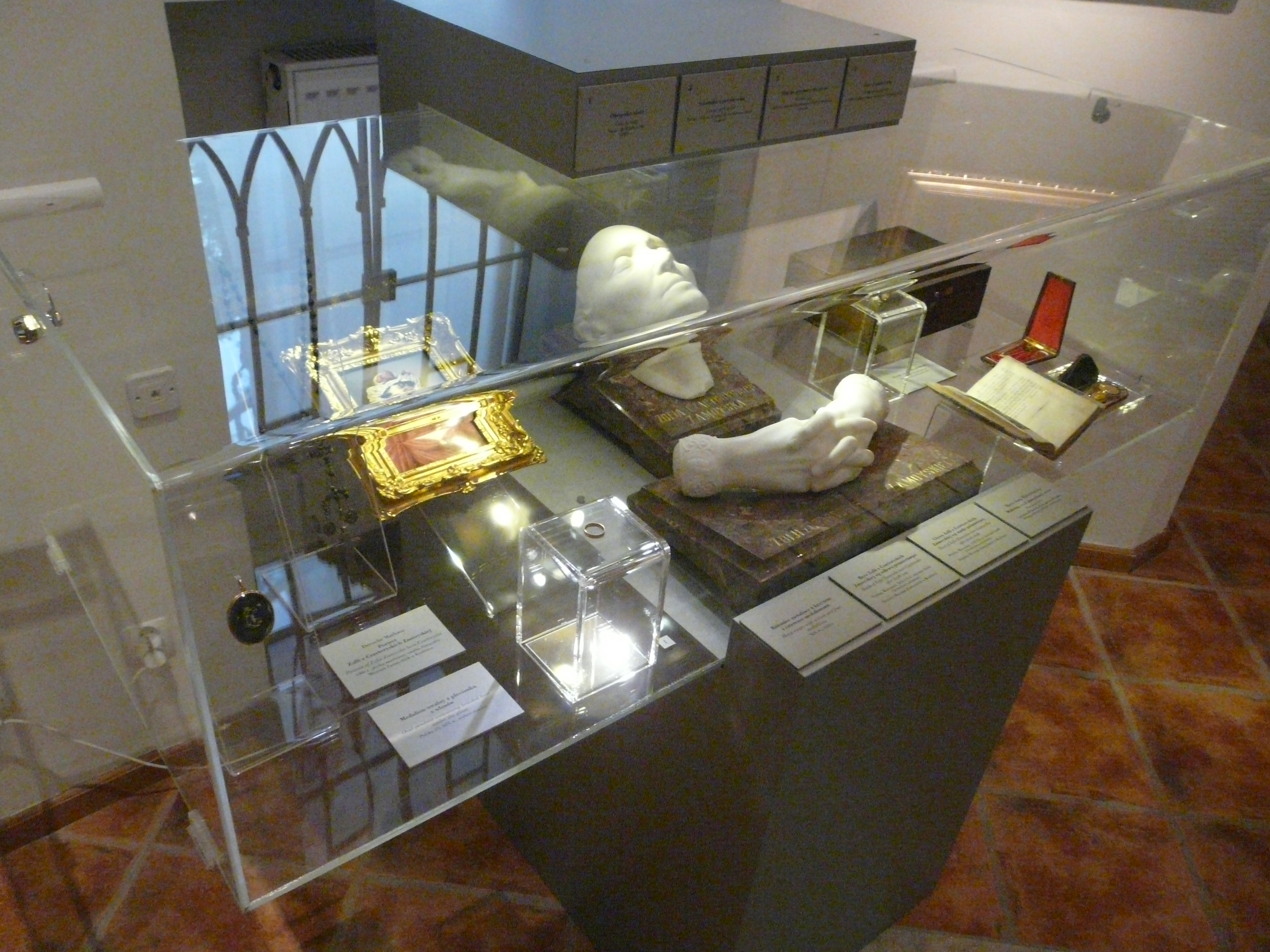
Fragmenty muzealnej kolekcji